# Burgwindheim
Burgwindheim è un comune tedesco di 1 435 abitanti, situato nel land della Baviera.